# トゥルーフォーチュン
『トゥルーフォーチュン』は2008年9月25日にエンターブレインから発売された恋愛シミュレーションゲーム。乙女ゲームにも該当する。

## 概要
タロットカード占いをモチーフにし、登場人物はそれぞれカードの意味に由来する。一日の始まりにカードを引き、そのカードを攻略対象の男子に当てはめることでイベントが発生する。また放課後は特定の男子と下校すると『下校マッチング会話』がスタート。会話の内容を選ぶことで有効度が上がり下がりし、一定を上回るとデートイベントが発生。
キャラクターデザインは「マリア様がみてる」シリーズで有名なひびき玲音が担当。

## あらすじ
11月の初め、主人公は幼い頃に仲の良かったお姉さんとの別れの夢を久々に見る。そのお姉さんと同じ高校生になった主人公は別れの際に貰った「トゥルーフォーチュンカード」を思い出す。そしてそのカードに描かれた人物は主人公の身近な人々にそっくりなこと、そして『カードで占ったことが本当になる』ということに気がつき…。

## 登場人物

### 主人公
木下 真希（きのした まき）
声 - なし
名前変更可能。私立青羽学園2年A組。過去に貰ったトゥルーフォーチュンカードを手にしたことで様々な男子達と交流を深めていくことになる。明るく元気な性格だが、予鈴ギリギリで校門に駆け込んだり、掃除で取りきれないゴミを無視したりとややズボラな面が多い。数学が苦手で、宿題はしょっちゅう友人の正子に見せてもらっている。家事はできなくはないものの、普段は兄に任せっきり。

### メインキャラクター
星宮 潤（ほしみや じゅん）
声 - 宮野真守
カード：憧れの人～THE STAR～
私立青羽学園2年A組。主人公のクラスメイト。クールで物静かな性格で、1人でいることが多い。そのため、最近まで主人公の名前も知らなかった。ピアノやギターなど楽器の演奏が得意。星が好き。勉強も運動も人並み以上にできるが、何故か本人は目立つことを嫌っている。
矢口 遊（やぐち ゆう）
声 - 小田久史
カード：下級生～THE FOOL～
私立青羽学園1年A組。バスケットボール部に所属。快活で元気いっぱいな性格で、上級生にも物動じせず話す。勉強は苦手。背が低いことを気にしており、かなりの大食いで牛乳も欠かさない。夢はダンクシュートを決めること。
日向 陽介（ひむかい ようすけ）
声 - 岡本寛志
カード：幼なじみ～THE SUN～
私立青羽学園2年B組。主人公の幼馴染。サッカー部のエースで成績もトップ、そして人当たりのいい性格のため非常にモテる。しかし本人にその自覚はなく、高校に入ってから主人公とは疎遠になってしまっている。幼少期に主人公とした『約束』を今でも大切にしている。
如月 真也（きさらぎ しんや）
声 - 杉田智和
カード：不良～THE MOON～
私立青羽学園1年A組。留年しており、本当は主人公と同い年。喧嘩やサボリ等悪い噂が絶えないが、植物を大切にする優しい面も。1人でいることを好むが矢口からは慕われている。猫が苦手。対照的な存在である日向とは実は知り合いで、主人公のことも知っている。
野間 卓人（のま たくと）
声 - 谷山紀章
カード：オタク～THE HERMIT～
私立青羽学園2年B組。コンピュータ部部長。アニメ「ミラクルフォーチュン」をこよなく愛する生粋のオタク。やや変わった言動が多いが、優しく親切な性格のため友人は多い。理数系の科目は学年トップ。綺麗好きで掃除も得意。コンピュータに強く、自分でプログラムを作ったりもする。
木戸 帝生（きど たいせい）
声 - 緑川光
カード：生徒会長～THE EMPEROR～
私立青羽学園3年A組。生徒会長で木戸コンツェルンの御曹司。学園始まって以来の秀才といわれ、学園を良いものにしようと日々努めている。真面目で厳格な性格だが堅物すぎることはなく、人望も厚い。厳しい家計で育ったためか俗世間に疎い面もある。高い所が苦手。

### サブキャラクター
木下 真人（きのした まさと）
声 - 小野大輔
カード：兄～THE WORLD～
名字は主人公を変えた場合変更。私立青羽学園3年A組。主人公の兄。共働きの両親に変わって家事を取り仕切り妹の面倒を見ている。のんびりとした穏やかな性格。妹のことを大切にしており、ややシスコンの傾向がある。木戸とは親友で生徒会の仕事を手伝うことも。
高村 正子（たかむら まさこ）
声 - 牧島有希
カード：委員長～JUSTICE～
私立青羽学園2年A組。主人公の友人。愛称はその役職のまま『委員長』で、他クラスの日向や野間からも呼ばれている。面倒見の良い真面目な性格で、主人公の世話も焼く。不良の如月のことをよく思っていない。
紫乃上 梨恵（しのがみ りえ）
声 - 沢城みゆき
カード：ライバル～DEATH～
私立青羽学園2年B組。学園でトップクラスの美人。強気な性格で家はお金持ち。ヴァイオリンを嗜み、料理もプロ級と多くの才能に溢れる。自分に振り向かない男子を許さず、主人公ばかりがモテることにやや不満を感じている。
上條 ミカル（かみじょう みかる）
声 - 柿原徹也
カード：悪戯っ子～THE DEVIL～
私立青羽学園1年C組。イタズラ好きな謎の少年。様々なイタズラを仕掛けては去っていく。時折それが主人公と男子達の距離を縮めることも。
吊木 博巳（つるぎ ひろみ）
声 - 浜田賢二
カード：化学教師～THE HANGED MAN～
3年A組担任。担当科目は化学。常に白衣を着用。ややみすぼらしい身なりで家庭でも職場でも肩身が狭い。作ったプリントを運ばせたり掃除を頼ませるなど面倒なことを押し付けるため生徒からは嫌われている。

## スタッフ
- プロデューサー = 杉山イチロウ
- キャラクターデザイン = ひびき玲音
- シナリオ - 湊いつき
- 音楽 - 岩垂徳行

## OP・ED曲
オープニングテーマ「ウラナイ・ハナサナイ・カエサナイ」
歌 - フォーチュンセヴン（宮野真守、小田久史、岡本寛志、杉田智和、谷山紀章、緑川光、小野大輔）
エンディングテーマ「Truest Love」
歌 - 星宮 潤（宮野真守）

## ラジオ
文化放送日曜25時30分 - 26時に「緑川光・岡本寛志のRADIOトゥルーフォーチュン」を放送、2008年10月5日 - 12月28日。また、インターネットラジオジャスクリにて2008年12月9日 - 2009年4月3日の期間配信。

## 関連商品

### 音楽CD
- OPテーマ 「ウラナイ・ハナサナイ・カエサナイ」
- 『トゥルーフォーチュン』オリジナルサウンドトラック

### オリジナルボイスドラマ
1. Vol.1「華麗に、厳格に肝試し！」
2. Vol.2「いつだって、グローイングアップ！」
3. Vol.3「不良エレジー」
4. Vol.4「幼なじみが兄で、兄が幼なじみで！？」
5. Vol.5「恋のミラクル第三種接近遭遇」
6. Vol.6「星に願いを…」

### 書籍
- トゥルーフォーチュン公式ビジュアルファンブック